# Сануси, Зайду
Зайду Мухаммед Сануси (англ. Zaidu Muhammed Sanusi; род. 13 июня 1997, Лагос, Лагос) — нигерийский футболист, защитник клуба «Порту» и сборной Нигерии.

## Клубная карьера
Сануси начал профессиональную карьеру в португальском клубе «Жил Висенте». В 2016 году для получения игровой практики Зайду был отдан в двухгодичную аренду в клуб Третьего дивизиона Португалии «Мираделу». По окончании аренды он подписал с клубом полноценный контракт и отыграл за команду ещё сезон. Летом 2019 года Сануси перешёл в «Санта-Клару». 15 сентября в матче против «Морейренсе» он дебютировал в Сангриш лиге. 23 июня 2020 года в поединке против столичной «Бенфики» Зайду забил свой первый гол за «Санта-Клару». Летом того же года Сануси подписал контракт на 5 лет с «Порту». 19 сентября в матче против «Браги» он дебютировал за новую команду. 25 ноября в поединке Лиги чемпионов против марсельского «Олимпика» Зайду забил свой первый гол за «Порту». В том же году он помог клубу завоевать Суперкубок Португалии. 

## Международная карьера
9 октября 2020 года в товарищеском матче против сборной Алжира Сануси дебютировал за сборную Нигерии. В 2022 году Зайду принял участие в Кубке Африки 2021 в Камеруне. На турнире он сыграл в матчах против команд Египта, Судана и Туниса.

## Достижения
«Порту»
- Чемпион Португалии: 2021/22
- Обладатель Кубка Португалии: 2021/22, 2022/23
- Обладатель Суперкубка Португалии: 2020